# Cissus spinosa
Cissus spinosa là một loài thực vật hai lá mầm trong họ Nho. Loài này được Cambess. miêu tả khoa học đầu tiên năm 1828.